# Antrodia citrina
Antrodia citrina är en svampart som beskrevs av Bernicchia & Ryvarden 2005. Antrodia citrina ingår i släktet Antrodia och familjen Fomitopsidaceae.   Inga underarter finns listade i Catalogue of Life.